# Pak Kwang-ho
Pak Kwang-ho (* 25. September 1988) ist ein nordkoreanischer Eishockeyspieler.

## Karriere
Pak Kwang-ho debütierte als 26-Jähriger bei der Weltmeisterschaft 2015 in der Division III für die nordkoreanische Nationalmannschaft und stieg durch einen 4:3-Erfolg nach Verlängerung im entscheidenden Spiel gegen Gastgeber Türkei mit den Ostasiaten umgehend in die Division II auf.
Auf Vereinsebene spielt Pak für Susan in der nordkoreanischen Eishockeyliga.

## Erfolge und Auszeichnungen
- 2015 Aufstieg in die Division II, Gruppe B, bei der Weltmeisterschaft der Division III